# Fractal de Lyapunov

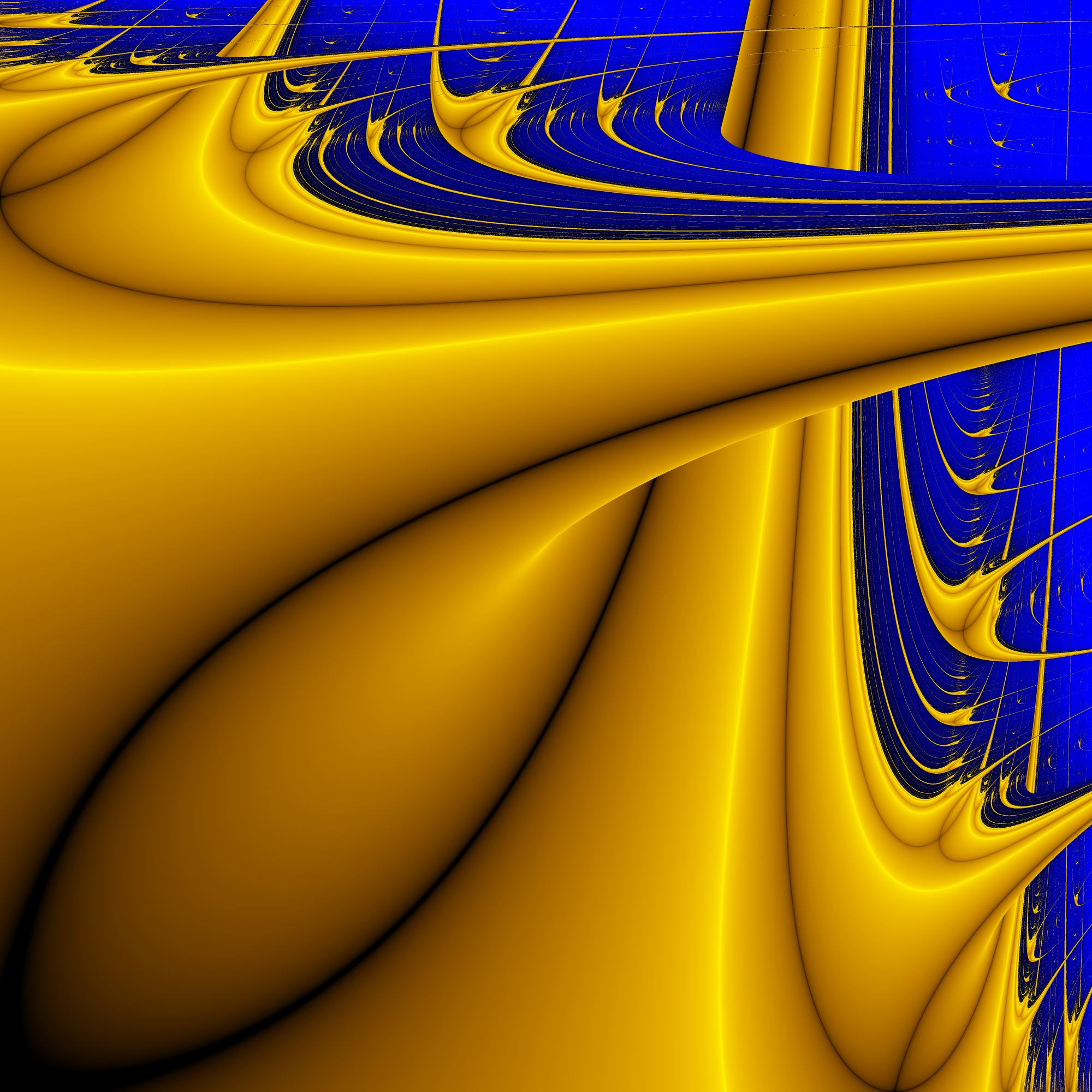
Fractal logístico estándar de Lyapunov con secuencia de iteración AB, en la región [2, 4] × [2, 4

En matemáticas, los fractales de Lyapunov (también conocidos como fractales de Markus-Lyapunov) son fractales de bifurcación derivados de una extensión de la aplicación logística, en la que el grado de crecimiento de la población, r, cambia periódicamente entre dos valores A y B.

## Construcción

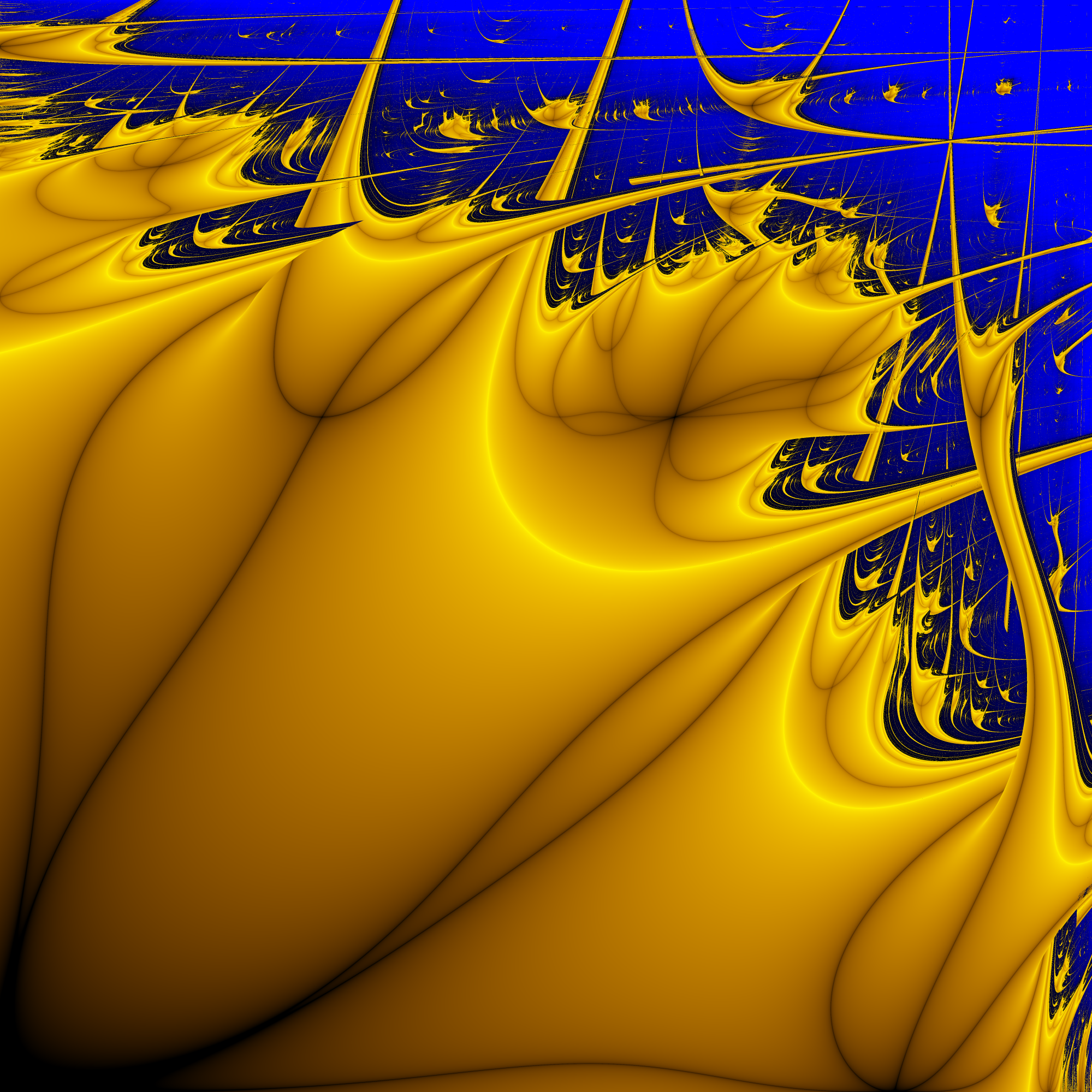
Fractal logístico de Lyapunov generalizado con secuencia de iteración AABAB, en la región [2, 4] × [2, 4

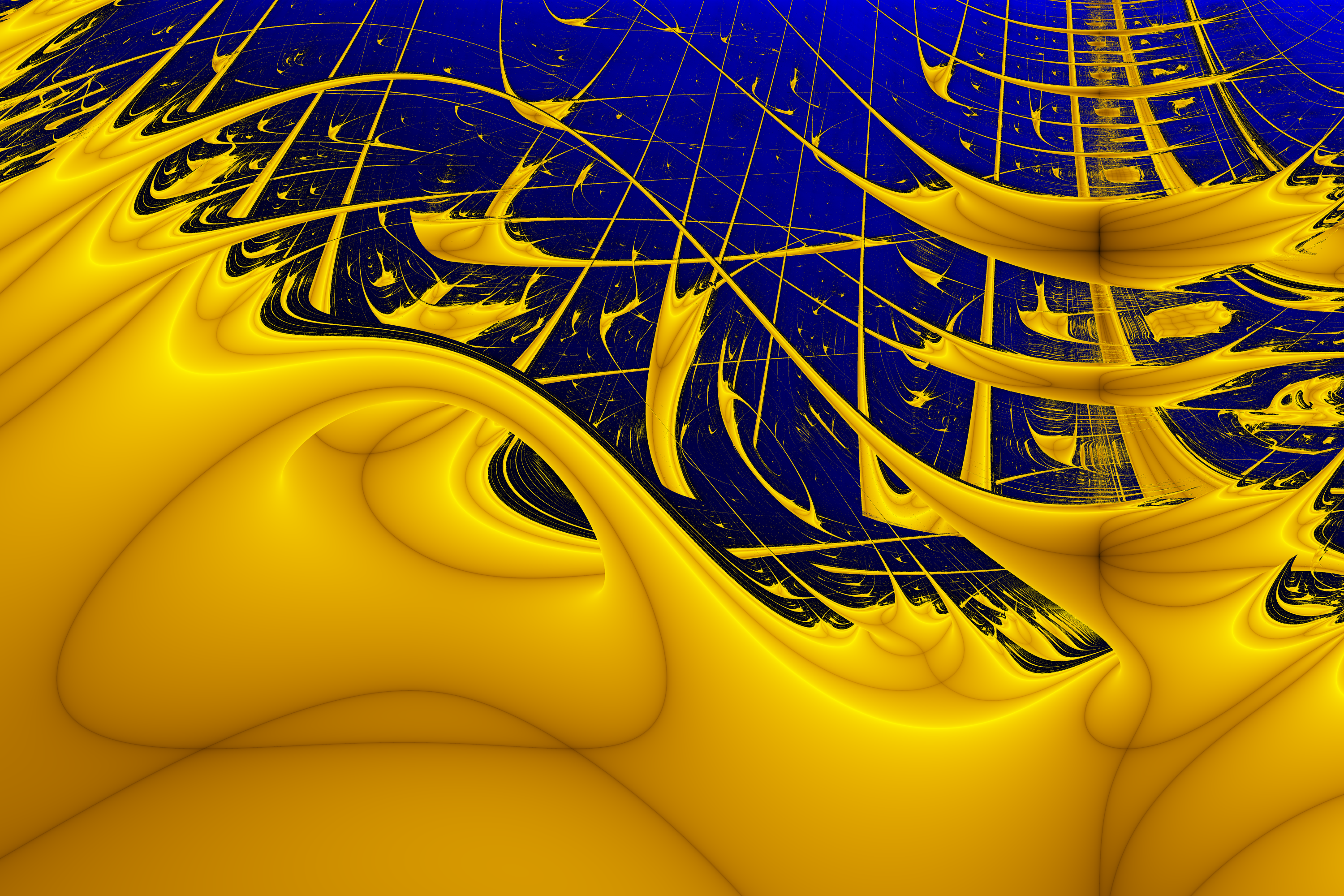
Fractal logístico de Lyapunov generalizado con secuencia de iteración BBBBBBAAAAAA, en la región del parámetro de crecimiento (A,B) en [3.4, 4.0] × [2.5, 3.4], conocida como Zircon Zity ("Ziudad Zircón")

Un fractal de Lyapunov se construye representando las regiones de estabilidad y comportamiento caótico (medidas usando el exponente de Lyapunov {\displaystyle \lambda }) en el plano a − b para las secuencias periódicas dadas de a y b. En las imágenes, el amarillo corresponde a {\displaystyle \lambda <0} (estabilidad) y el azul corresponde a {\displaystyle \lambda >0} (caos).
Los fractales de Lyapunov fueron descubiertos a fines de la década de 1980 por el físico germano-chileno Mario Markus, miembro del Instituto Max Planck de Fisiología Molecular. Fueron presentados al gran público por un artículo de divulgación científica sobre matemática recreativa publicado en Scientific American en 1991.

## Otras iteraciones

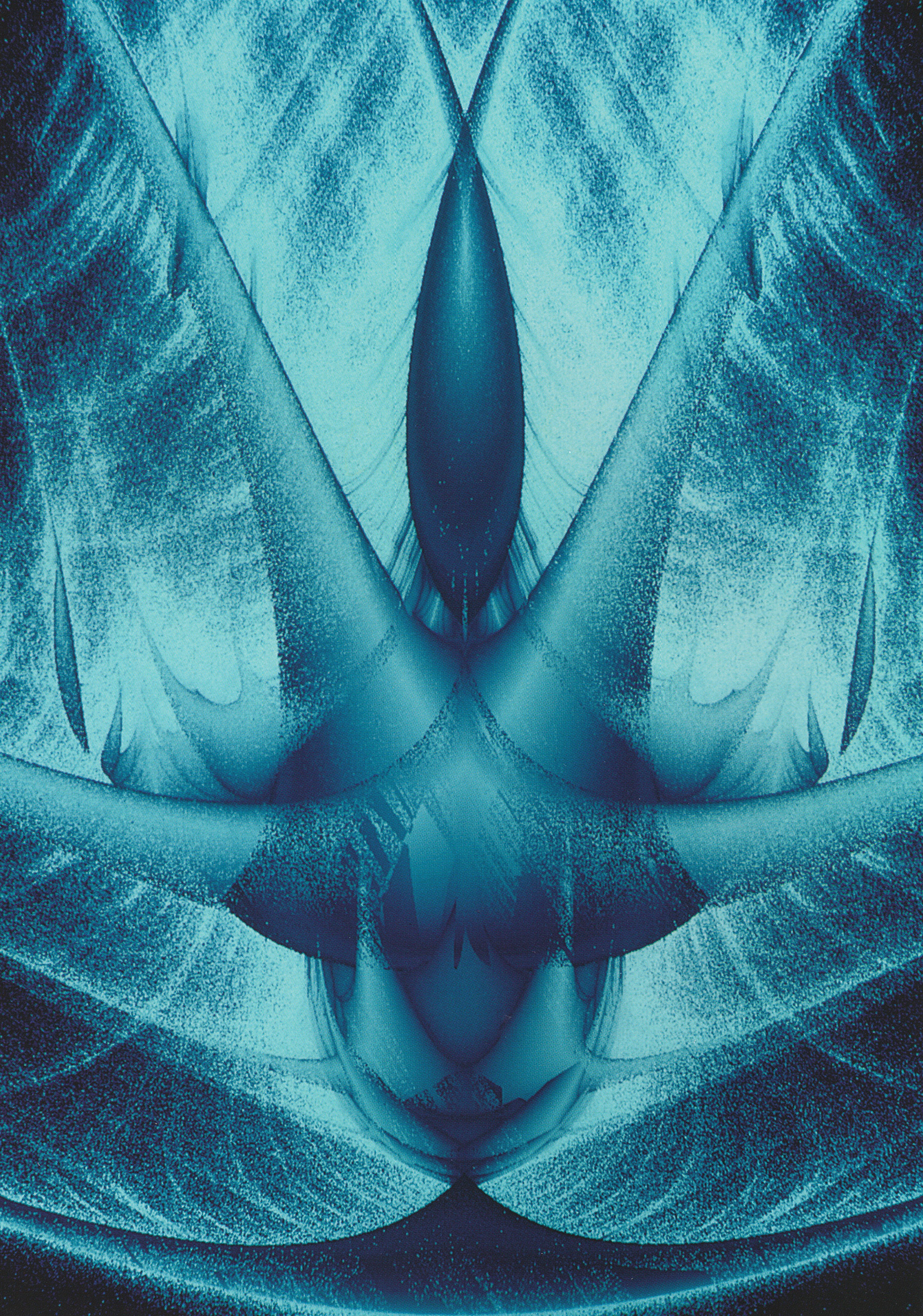
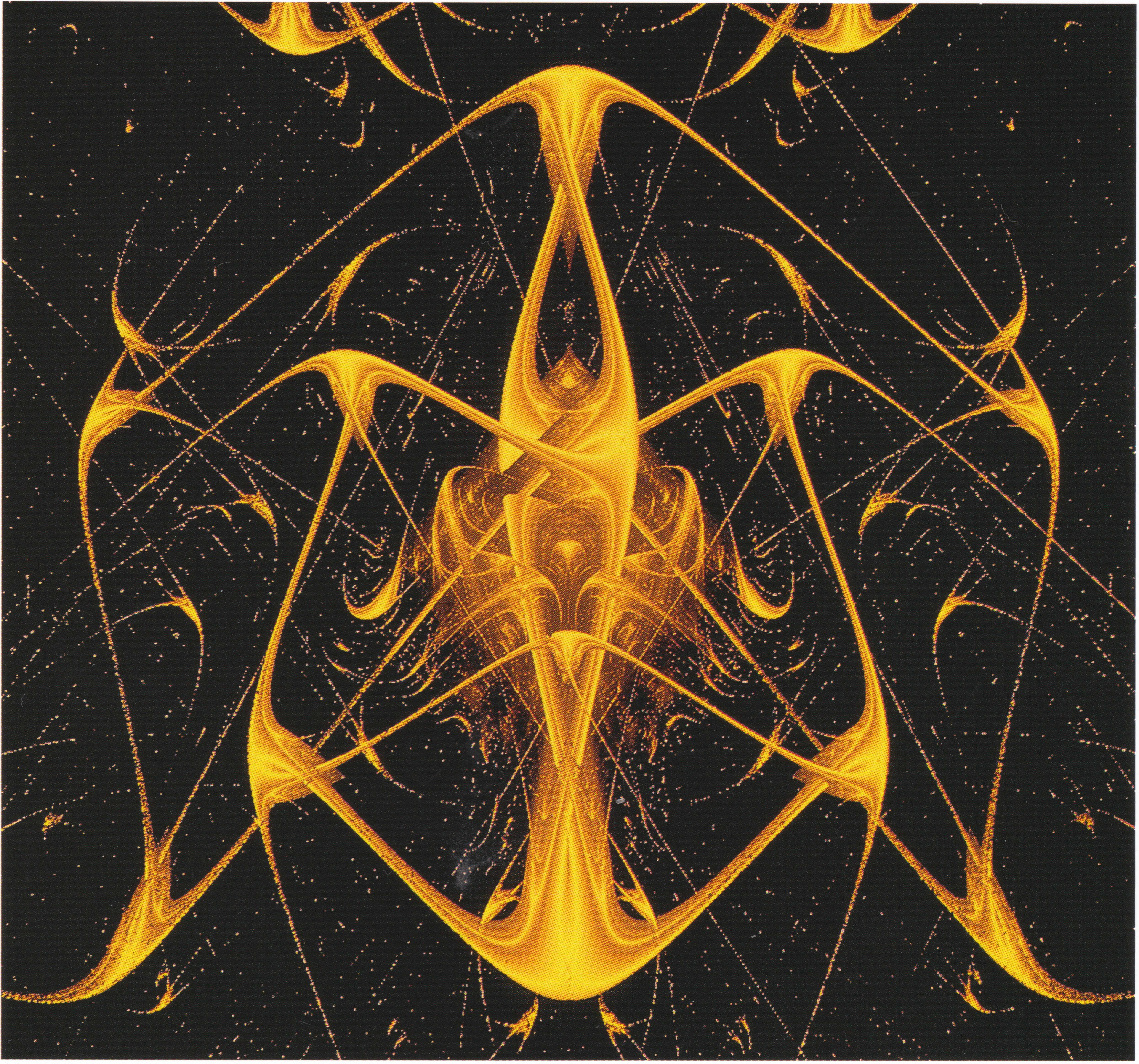
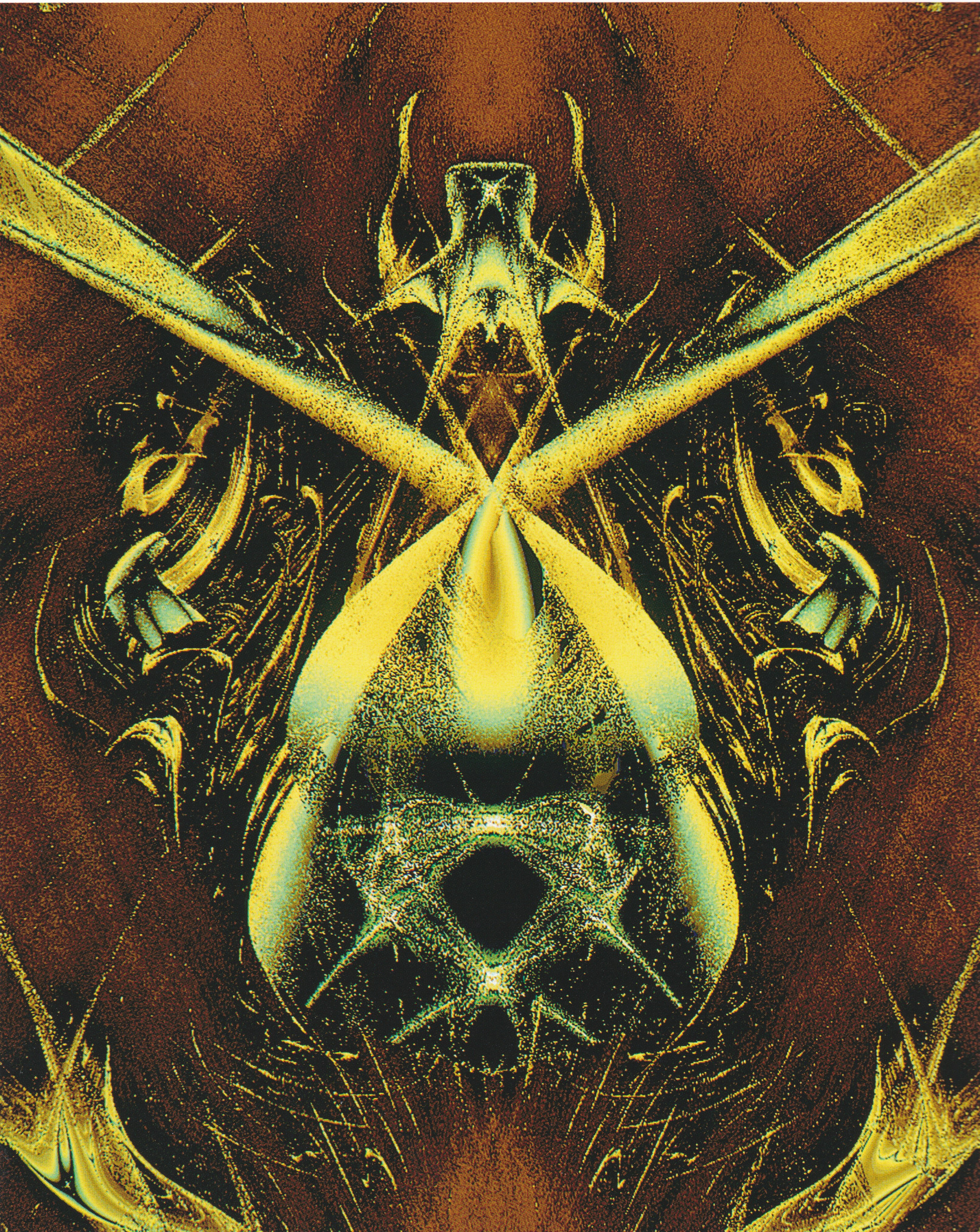
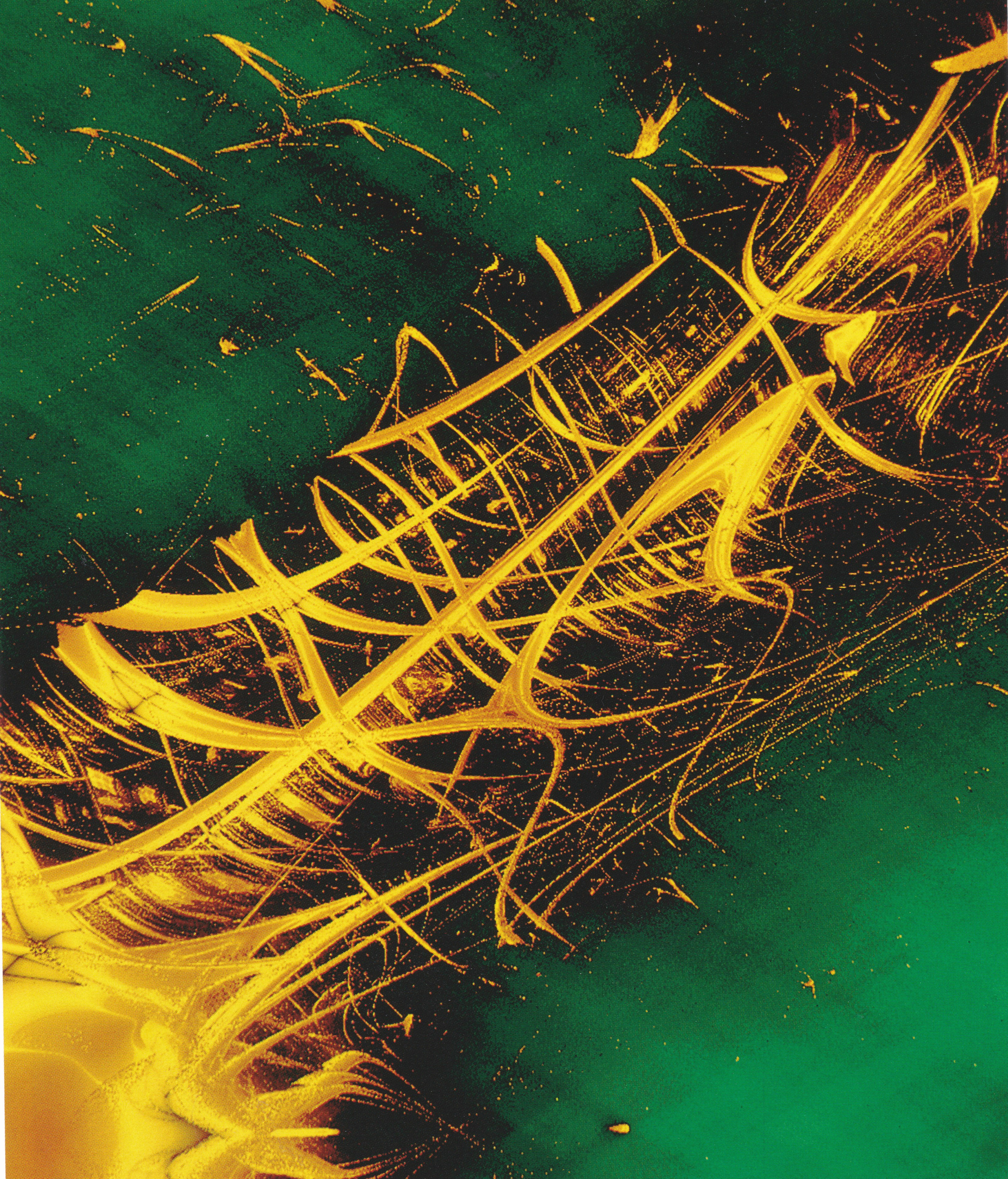
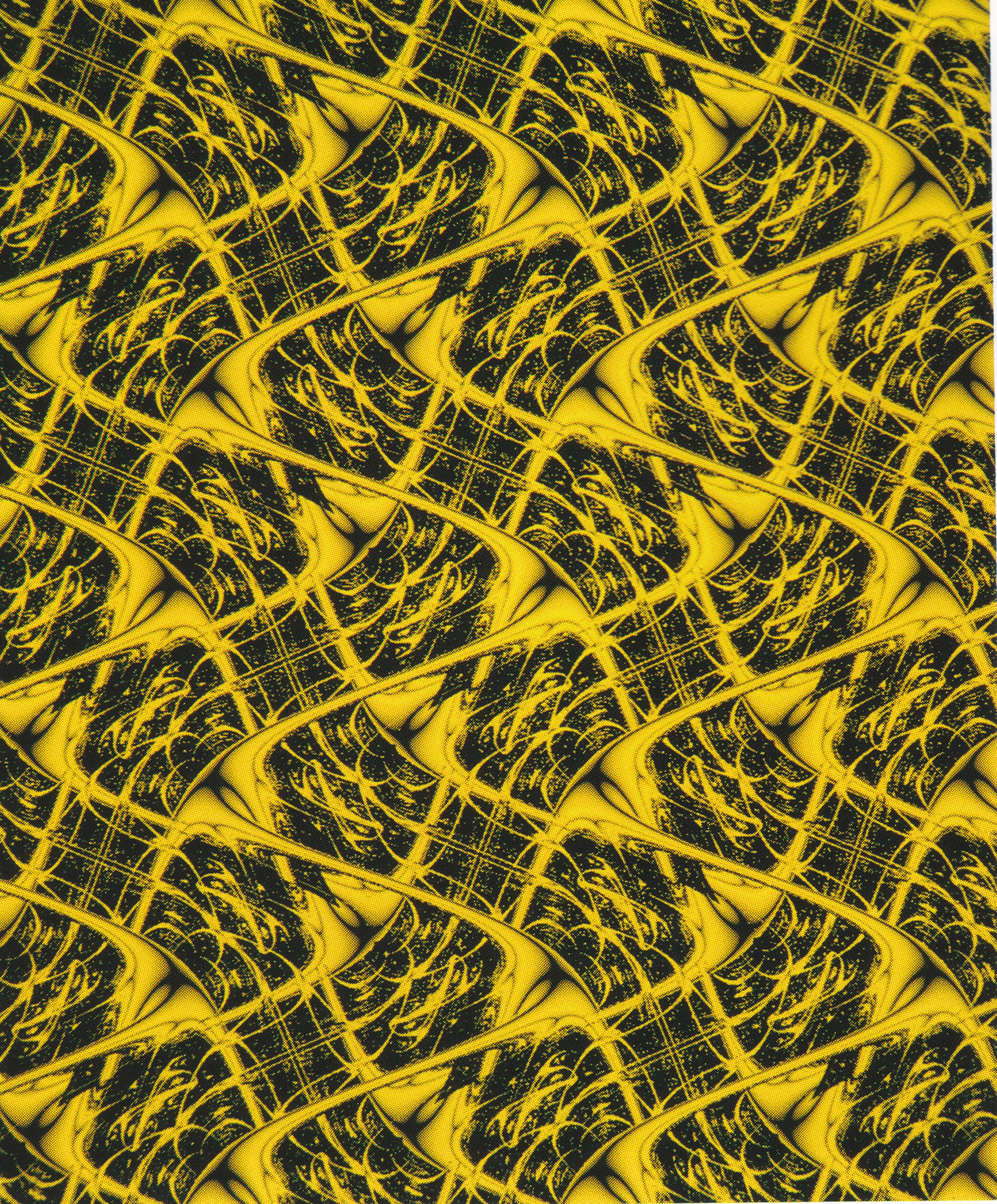
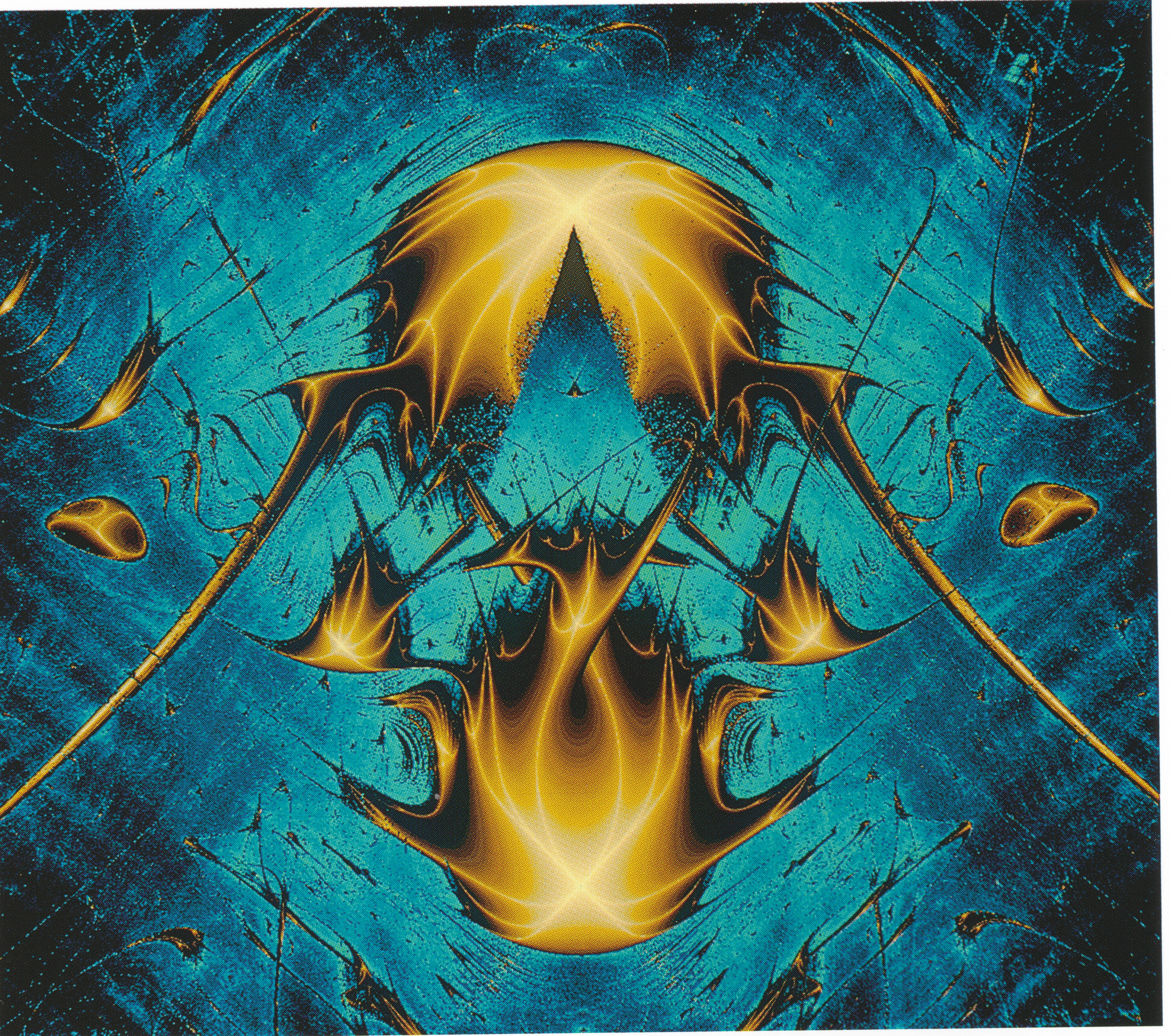
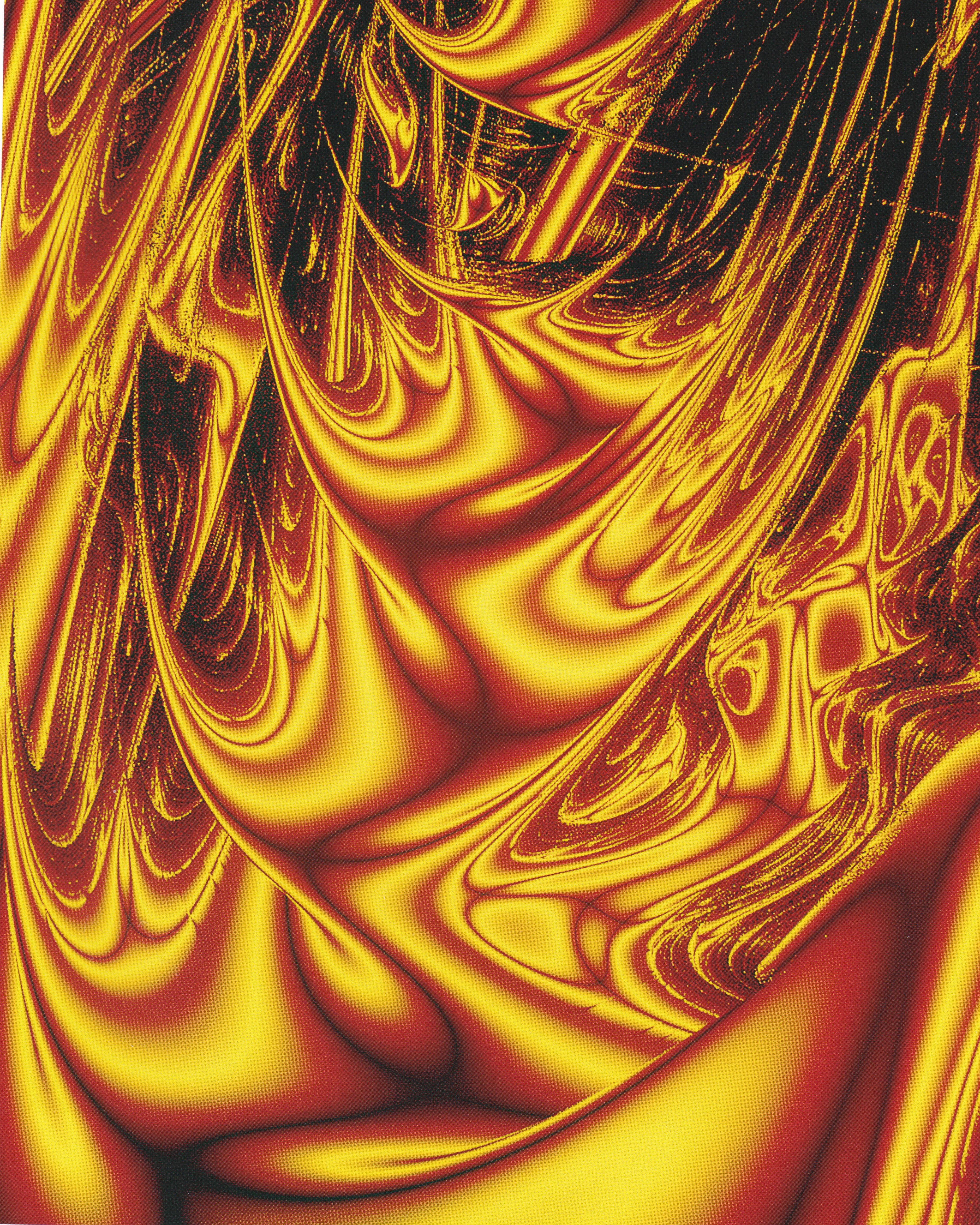
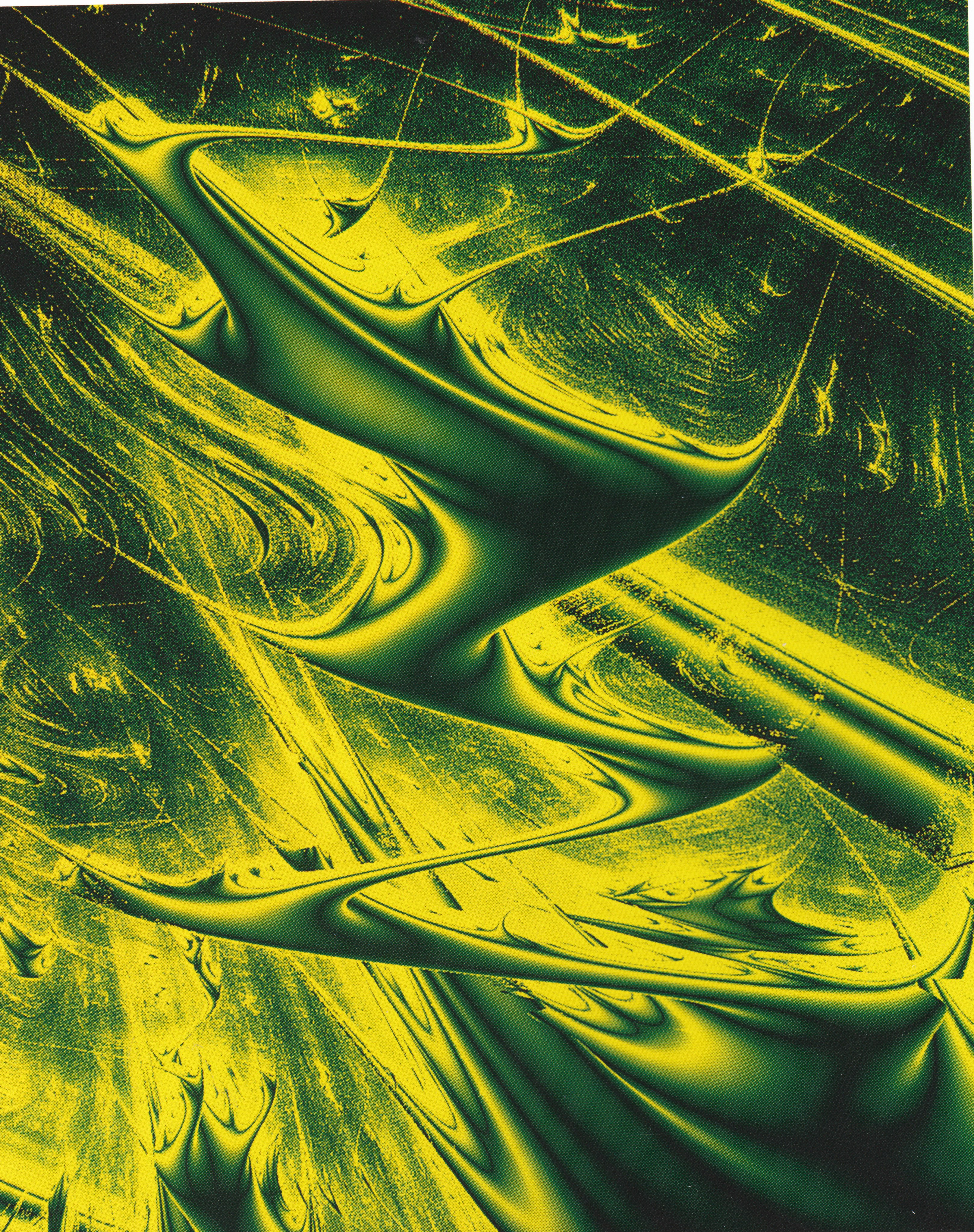

## Propiedades
Los fractales de Lyapunov generalmente se representan para valores de A y B en el intervalo {\displaystyle [0,4]}. Para valores mayores, el intervalo [0,1] ya no es estable, y es probable que la secuencia sea atraída por el infinito, aunque continúan existiendo ciclos convergentes de valores finitos para algunos parámetros. Para todas las secuencias de iteración, la diagonal a = b es siempre la misma que para la función logística estándar de un parámetro.
La secuencia generalmente se inicia en el valor 0.5, que es un punto crítico de la función iterativa. Los otros puntos críticos (incluso con valores complejos) de la función iterativa durante una ronda completa son aquellos que pasan por el valor 0.5 en la primera ronda. Un ciclo convergente debe atraer al menos un punto crítico. Por lo tanto, todos los ciclos convergentes se pueden obtener simplemente cambiando la secuencia de iteración y manteniendo el valor inicial 0.5. En la práctica, cambiar esta secuencia conduce a cambios en el fractal, ya que algunas ramas quedan cubiertas por otras. Por ejemplo, el fractal de Lyapunov para la secuencia de iteración AB (véase la figura superior a la derecha) no es perfectamente simétrico con respecto a a y b.

## Algoritmo para generar fractales de Lyapunov
El algoritmo para calcular los fractales de Lyapunov funciona de la siguiente manera:
1. Elegir una cadena de A y B de cualquier longitud no trivial (por ejemplo, AABAB).
2. Construir la secuencia {\displaystyle S} formada por términos sucesivos en la cadena, repetidos tantas veces como sea necesario.
3. Elegir un punto {\displaystyle (a,b)\in [0,4]\times [0,4]}.
4. Definir la función {\displaystyle r_{n}=a} si {\displaystyle S_{n}=A} y {\displaystyle r_{n}=b} si {\displaystyle S_{n}=B}.
5. Sea {\displaystyle x_{0}=0.5}; calcular las iteraciones {\displaystyle x_{n+1}=r_{n}x_{n}(1-x_{n})}.
6. Calcular el exponente de Lyapunov: 
{\displaystyle \lambda =\lim _{N\rightarrow \infty }{1 \over N}\sum _{n=1}^{N}\log \left|{dx_{n+1} \over dx_{n}}\right|=\lim _{N\rightarrow \infty }{1 \over N}\sum _{n=1}^{N}\log |r_{n}(1-2x_{n})|}
 En la práctica, {\displaystyle \lambda } se aproxima eligiendo un {\displaystyle N} suficientemente grande y descartando el primer sumando como {\displaystyle r_{0}(1-2x_{0})=r_{n}\cdot 0=0} para {\displaystyle x_{0}=0.5}.
7. Colorear el punto {\displaystyle (a,b)} según el valor de {\displaystyle \lambda } obtenido.
8. Repetir los pasos (3 a 7) para cada punto del plano de la imagen.

## Más dimensiones
Los fractales de Lyapunov se pueden calcular en más de dos dimensiones. La secuencia para generar un fractal n-dimensional debe construirse a partir de un alfabeto con  n  caracteres, por ejemplo "ABBBCA" para un fractal 3D, que se puede visualizar como un objeto 3D o como una animación que muestra un corte en la dirección C para cada cuadro de animación, como el ejemplo que se da aquí.

## Comentario
Nótese que el término „fractal“ en esta página es una denominación coloquial. No implica necesariamente la característica más general de fractales, en la que formas globales se repiten en niveles geométricos menores.